# Voljaberde
Voljaberde (em armênio: Ողջաբերդ; romaniz.: Vołjaberd)[a] é uma aldeia do município de Garni, da província de Cotaique, na Armênia. De acordo com o censo de 2011, havia 838 habitantes.

## Geografia
Voljaberde está localizada a 11 quilômetros a leste de Garni, nove quilômetros a leste de Erevã, na rodovia de Erevã-Garni, nas encostas das montanhas Voljaberde. É conhecida por suas cavernas. Suas casas possuem telhados inclinados e ficam entre árvores frutíferas. Os arredores são cobertos por florestas. Subsiste de fruticultura, pecuária e silvicultura. A respeito de sua infraestrutura, conta com uma escola secundária, um clube, uma biblioteca, um cinema, uma creche e um posto médico.

## História
Durante as escavações na aldeia em 1960-62, N. Tokarski descobriu ruínas de uma igreja abobadada (século IV-V) e uma fortaleza, que é considerada uma das primeiras igrejas abobadadas da Armênia. Segundo a tradição, é chamada simplesmente de fortaleza, pois a aldeia toda saiu para resistir ao inimigo e a transformou numa fortaleza completa. Nos últimos anos, a área da vila vem diminuindo. Em 1831, 1897, 1926, 1939, 1959, 1970, 1979 e 1989, respectivamente, tinha 73, 265, 370, 593, 591, 717, 766 e 860 habitantes.